# Јохан Искрић
Јохан Искрић (хрв. Ivan Iskrić; рођен као Јован Искрић; Банатски Карловац, 3. март 1884 — Загреб, 14. јун 1961) био је официр у Аустроугарској војсци, а касније у Југословенској војсци и Хрватској војсци, који се борио у Биткама на Сонцу. Добитник је Витешког крста Војног ордена Марије Терезије за исказану храбрости у борби.

## Одликовања
- Витешки крст Војног ордена Марије Терезије (187. промоција 10. јуна 1921.)
- Витешки крст ордена Леополда (14. новембар 1917.)
- Сребрна медаља за војне заслуге (7. децембар 1916. и 2. јул 1917.)
- Бронзана медаља за војне заслуге (8. мај 1916.)
- Крст за војне заслуге (25. октобар 1915.)
- Крст трупа Карл (18. јун 1917.)
- Рањеничка медаља